# Pallavolo Cecina
Pallavolo Cecina var en volleybollklubb från Cecina i Italien. Klubben grundades 1968. Den är mest känt för sitt damlag som  spelade i högsta serien mellan 1976 och 1987 med undantag för säsongen 1985–1986. Som bäst kom laget tvåa, vilket de gjorde tre gånger. De kom även tvåa i den europeiska tävlingen CEV Cup (numera CEV Challenge Cup) två gånger (1980–81 och 1982–83).
Spelare som spelade i landslaget:
- Anna Arzilli - 32 landskamper
- Luca Berti - 110 landskamper
- Marta Carducci - 25 landskamper
- Novella Cristofoletti - 18 landskamper
- Paola Frittelli - 50 landskamper
- Francesca Gualandi - 65 landskamper
- Gloria Guiducci - 96 landskamper
- Sabrina Rocchi - 3 landskamper